# Bußgeldbescheid

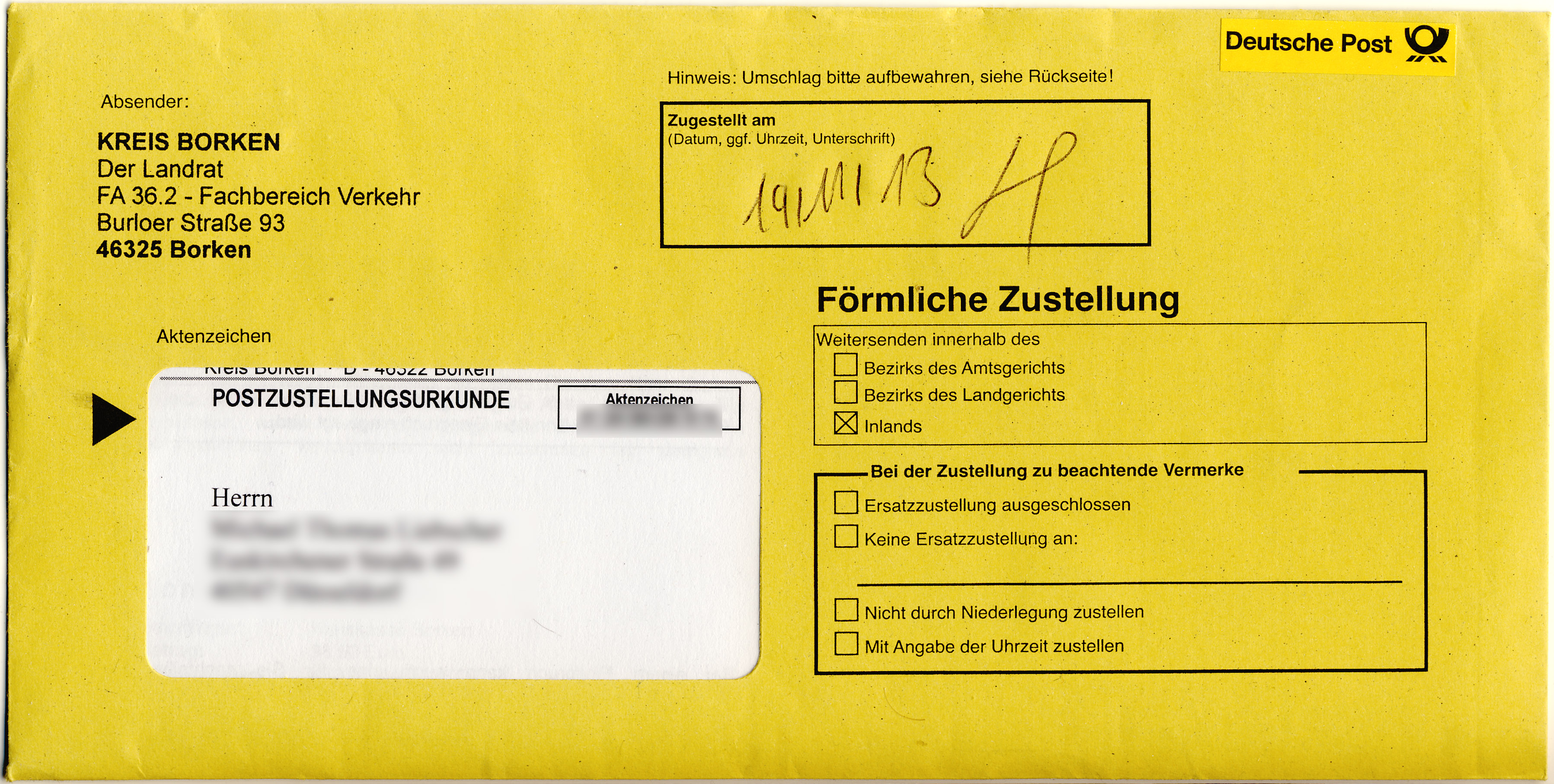
Umschlag einer förmlichen Zustellung eines Bußgeldbescheids wegen einer Verkehrsordnungswidrigkeit.

Durch den Bußgeldbescheid wird in Deutschland das Bußgeldverfahren mit der Zahlung einer Geldbuße und gegebenenfalls Nebenfolgen „vorläufig“ abgeschlossen.
In Österreich entspricht der Bußgeldbescheid einem verwaltungsbehördlichen Straferkenntnis.

## Wirksamkeit und Rechtskraft
Der Bußgeldbescheid wird mit der Zustellung wirksam. Rechtskräftig wird er dagegen erst, wenn innerhalb der Einspruchsfrist kein Einspruch erfolgt oder – bei Gericht – das Urteil oder der Beschluss Rechtskraft erlangt.
Ein rechtskräftiger Bußgeldbescheid verhindert eine erneute Verfolgung derselben Tat als Ordnungswidrigkeit (§ 84 OWiG), entfaltet aber keine Sperrwirkung hinsichtlich einer eventuellen strafrechtlichen Verfolgung.

## Inhalt
Gemäß § 66 OWiG enthält ein Bußgeldbescheid
- die Angaben zur Person des Betroffenen und etwaiger Nebenbeteiligter,
- den Namen und die Anschrift des Verteidigers,
- die Bezeichnung der Tat, die dem Betroffenen zur Last gelegt wird, Zeit und Ort ihrer Begehung, die gesetzlichen Merkmale der Ordnungswidrigkeit und die angewendeten Bußgeldvorschriften,
- die Beweismittel,
- die Geldbuße und die Nebenfolgen, z. B. die Anordnung eines Fahrverbotes.

Eine weitere Begründung ist nicht erforderlich.
Der Bußgeldbescheid muss Hinweise darauf enthalten, dass
- er rechtskräftig und vollstreckbar wird, wenn kein Einspruch nach § 67 OWiG eingelegt wird,
- bei einem Einspruch auch eine für den Betroffenen nachteiligere Entscheidung getroffen werden kann,
- der Betroffene spätestens zwei Wochen nach Rechtskraft oder einer etwa bestimmten späteren Fälligkeit (§ 18 OWiG)
  - die Geldbuße oder die bestimmten Teilbeträge an die zuständige Kasse zu zahlen hat oder
  - im Falle der Zahlungsunfähigkeit des Betroffenen der Vollstreckungsbehörde (§ 92 OWiG) schriftlich oder zur Niederschrift darzutun ist, warum ihm die fristgemäße Zahlung nach seinen wirtschaftlichen Verhältnissen nicht zuzumuten ist, und
- Erzwingungshaft (§ 96 OWiG) angeordnet werden kann, wenn weder gezahlt noch die Zahlungsunfähigkeit dargetan wird.

## Verjährung
Bei der Verjährung ist zu unterscheiden zwischen:
- Verfolgungsverjährung
- Vollstreckungsverjährung

Grundsätzlich ist die Verfolgungsverjährung in § 31 OWiG geregelt. In Spezialgesetzen wie der Straßenverkehrsordnung (StVG) können andere Verfolgungsverjährungsfristen angegeben sein, die dann für die dortigen Sachverhalte zur Anwendung kommen. Allgemein verjährt die Verfolgung von Ordnungswidrigkeiten (außerhalb von Sondersachverhalten wie des Straßenverkehrs) abhängig von der Höhe des angedrohten Bußgeldes nach 6 Monaten bis 3 Jahren (§ 31 OWiG). Die Frist zur Verfolgung einer Ordnungswidrigkeit nach dem StVG verjährt nach § 26 Abs. 3 StVG demgegenüber nach drei Monaten. Das heißt, innerhalb dieser drei Monate muss die Behörde den Bußgeldbescheid erlassen und ihn dann innerhalb von zwei Wochen zugestellt haben.
Unter Umständen wird die Verjährung unterbrochen. Das kann maximal einmal passieren. Eine Verjährungsunterbrechung kann zum Beispiel eintreten, wenn die Behörde vor dem Bußgeldbescheid einen gesonderten Anhörungsbogen versendet. Eine Ausnahme bildet der sogenannte Zeugenfragebogen; er unterbricht die Verjährung nicht.
Die Vollstreckungsverjährung läuft hingegen wesentlich länger. In § 34 OWiG ist festgelegt, dass
- die Verjährung in drei Jahren eintritt, wenn das Bußgeld bis zu 1.000 Euro beträgt und
- die Verjährung in fünf Jahren eintritt, wenn das Bußgeld mehr als 1.000 Euro beträgt.

Unbezahlte Bußgelder können bis zum Eintritt der Vollstreckungsverjährung zwangsvollstreckt werden. Auch die Anordnung von Erzwingungshaft ist möglich.

## Vorsatz oder Fahrlässigkeit
Die Annahme, dass eine Ordnungswidrigkeit vorsätzlich oder fahrlässig begangen wurde, kann einen wesentlichen Einfluss auf die Höhe von Bußgelds haben. Macht der Delinquent von seinem Aussageverweigerungsrecht keinen Gebrauch und gibt die Ordnungswidrigkeit zu, so kann dies als Vorsatz ausgelegt werden, da das Vergehen dem Betroffenen in diesem Fall in der Regel bekannt war.
Ähnlich wie beim Strafrecht kann die Annahme von Vorsatz oder Fahrlässigkeit bei der Begehung einer Ordnungswidrigkeit einen entscheidenden Einfluss auf die Höhe des Bußgelds haben.